# Fat Princess
Fat Princess (en español: Princesa gorda) es un videojuego descargable para PlayStation Network realizado por Titan Studios y vendido por Sony Computer Entertainment. Fue lanzado en América del Norte, Europa y Brasil el 30 de julio de 2009, y en Japón el 25 de diciembre de 2009. También hubo una versión para PlayStation Portable bajo el título de Fat Princess: Fistful of Cake.
Fat Princess es en primer lugar un juego mutlijugador de dos (2) a treinta y dos (32) jugadores con el objetivo de rescatar la princesa y devolverla a la base del equipo. Los jugadores toman y cargan pasteles para alimentar a la princesa, aumentando su peso y haciendo así más difícil para el enemigo de devolverla a su castillo. El juego contiene seis clases de personajes: el aldeano, el trabajador, el sacerdote, el arquero, el mago y el guerrero. Cada uno de ellos tiene unas características únicas para ayudar al rescate de la princesa. El 16 de junio de 2010, durante evento E3 2010, Sony anunció tres nuevas clases disponibles con el pack de expansión the Fat Roles DLC. Las tres nuevas clases son el pirata, el ninja y el gigante.

## Jugabilidad
En Fat Princess, el jugador se une a uno de los dos grupos opuestos formados por 16 personajes de dibujos, con el objetivo de rescatar la princesa de su equipo del castillo del enemigo. Para hacer más difícil está tarea al equipo contrario, los jugadores pueden alimentar a la princesa prisionera con trozos de pastel para hacerla engordar y dificultar su transporte hacia su castillo.
Los jugadores pueden cambiar la clase de su personaje instantáneamente cogiendo un sombrero generado en el castillo. Los sombreros también pueden encontrarse en el campo de batalla tras la muerte de un personaje. Las seis clases del juego disponibles son el aldeano, el trabajador, el cura, el mago, el arquero y el guerrero. Tres clases adicionales fueron añadidas en el pack de expansión the Fat Roles DLC: el pirata, el ninja y el gigante. Cada clase tiene sus propias técnicas y habilidades. Las clases pueden ser mejoradas por un trabajador recolectando recursos del mapa y luego mejorando las máquinas productoras de sombreros. Para mejorar una máquina, son necesarios tres recursos de madera y otros tres recursos de mineral. Las mejoras otorgan armas o ataques alternativos para cada clase.
En cada mapa hay varios árboles y minas de mineral para obtener los recursos. 
Otros objetos de interacción son las bombas producidas por la mejora del máquina de sombreros del trabajador y la poción mágica de la máquina de sombreros del mago, que convierte a los jugadores en pollos. 
Hay también antorchas que la mayoría de clases puede utilizar para encender sus armas para aumentar el daño. Inicialmente esta posibilidad era única para el arquero, pero actualmente es posible para otras clases. Para encender las antorchas, se debe mejorar el arquero.

## Clases básicas
- Trabajador: Empieza con una hacha y puede mejorarse con bombas, el segundo más rápido, y puede mejorar las máquinas de sombrero así como construir máquinas de asalto y recolectar recursos. Tiene 4 corazones de vida.

- El guerrero: Clase de combate cuerpo a cuerpo, empieza con una espada y un escudo que permite de bloquear flechas, y su mejora dispone de una alabarda a dos manos. El guerrero puede acumular el ataque y la forma mejorada puede realizar una embestida frontal. Tiene 6 corazones de vida, siendo el más fuerte.

- El mago: Empieza con magia de fuego que daña con el paso del tiempo y puede mejorarse con magia de hielo que congela a los enemigos. El mago puede lanzar rayos de magia a los enemigos a distancia y también puede realizar conjuros de área, conjuro que daña a todos los enemigos circundantes. Tiene 4 corazones de vida.

- El cura: Puede curar unidades amigas con el rayo de curación. Como el mago; el cura puede realizar un conjura de área, pero en lugar de herir a todos los enemigos cura a todos los aliados en la zona de alcance; cuanto más largo es el tiempo de carga del conjuro, más corazones son restablecidos. El cura mejora al sacerdote oscuro, que tiene la habilidad de absorber la vida del enemigo y también realizar un conjuro de área que inhabilita la curación del enemigo. Tiene 4 corazones de vida.

- El montaraz: Empieza con un arco para dañar a distancia con un largo alcance, mejorando a un arcabuz que dispara perdigones dispersos si no hay un jugador fijado. El arcabuz es más poderoso que el arco, pero con una velocidad de disparo inferior. El arquero puede encender su flechas con fuego de las antorchas después de ser mejorado para disparar flechas incendiarias. Tiene 5 corazones de vida.

- El aldeano: Clase por defecto. No dispone de armas pero puede abofetear al enemigo, haciendo caer cualquier objeto que esté llevando, muy útil cuando el objeto es la princesa. El aldeano es el personaje más veloz, permitiendo pasar en medio de los otros. Tiene 2 corazones de vida, siendo el más débil.

## Clases especiales
Existen clases adicionales en el juego; algunas pueden obtenerse al final de la partida y otras a través de contenido de descarga (DLC). El segador y el pollo gigante técnicamente no pueden obtenerse durante el juego, pero se pueden usar durante el minuto de voto para escoger el mapa siguiente.
- El segador: El segador parece la personificación de la muerte llevando una guadaña que no puede ser mejorada. Solo se puede desbloquear obteniendo la mayor puntuación de ambos equipos y encontrarse en el bando vencedor.

- El pollo gigante: El pollo gigante es como un pollo normal producido por las pociones mágicas pero de mayor tamaño y más fuerte, pudiendo saltar por encima de las puertas. Solo se puede desbloquear obteniendo la mayor puntuación de ambos equipos y encontrarse en el bando perdedor.

Algunos de las clases desbloqueadas por DLC son:
- El ninja: Las habilidades del ninja son la infiltración y la capacidad de ser invisible durante un corto periodo de tiempo.

- El pirata: Es capaz de usar su espada y su pistola, pero su real ventaja es su poder especial, el golpe de cañón.

- El gigante: Tiene una fuerza descomunal y es mucho más grande que cualquier otra clase. Su habilidad es atrapar un enemigo y comérselo.

## Modos de juego
Fat Princess dispone de diferentes modos de juego.
- Rescatar la princesa.
- Snatch N'Grab, donde la princesa debe ser capturada tres veces para ganar.
- Fútbol
- Invasión, donde se deben capturar puntos de avanzada por todo el mapa.
- Deathmatch

También está disponible el modo gladiador, donde los jugadores escogen una clase y luchan contra olas de enemigos hasta la muerte o completar las doce rondas y completar la arena.

## Desarrollo y versiones
Una beta privada para el juego fue lanzada en junio de 2009.
Diferentes fuentes informaban sobre la fecha de salida del juego antes de que fuera confirmado para el 30 de julio de 2009. Mientras algunas fuentes indicaban que el juego debería estar listo para «finales de agosto», posteriormente fue revelado por SCEE y el equipo de PlayStation Store que, cuando el juego tuviera una salida simultánea local, la fecha de salida sería en «algún momento de este siglo». 

### Fat Princess: Fistful of Cake(PSP)
El 2 de junio de 2009 se anunció en evento E3 2009 que una versión para PlayStation Portable estaba en desarrollo por Super Villain Studios. Se anunció su salida para otoño de 2009, pero todavía no ha sido publicado hasta abril de 2010. Según GameSpot, el juego debía ser lanzado el 4 de mayo de 2010. Esta versión es similar a la versión de PS3, pero con nuevos modos y niveles.

### PlayStation Home
Desde el 30 de julio de 2009 hasta el 10 de septiembre Sony lanzó un nuevo evento en PlayStation Home embarcando al jugador en una «aventura muy especial de pastelería. El evento fue llamado «Fat Princess: Quest for Cake». En esta aventura el usuario debe encontrar ocho piezas de pastel encerradas en cajas y cuando lo consigue es premiado con el objeto Fat Princess: Throne para su apartamento personal. Este evento tuvo lugar para las versiones europeas y norteamericanas de PlayStation Home, el PlayStation Events Space. Los espacios usados fueron Events Landing y The Gallery. el evento también tuvo lugar en la versión asiática pero empezando el 27 de agosto de 2009 y acabando el 10 de septiembre de 2009. Un punto interesante sobre este evento fue el rediseño de los espacios Events Landing y The Gallery realizado por nDreams, la compañía detrás del primer mundo de realidad alternativa basado en una videoconsola, Xi, quien también está basado en Home.

## Recepción
Fat Princess ha tenido una puntuación de 79 sobre 100 en Metacritic basándose en 54 reseñas. GameRankings puntuó con un 80.63% basándose en 39 análisis. IGN dio al videojuego una puntuación de 9/10, valorando su versatilidad y carisma. GameTrailers dio al título un 8.4/10 nombrándolo Best Downloadable Game of 2009.
411Mania le dio una calificación de 8.5 sobre 10 la versión de PlayStation 3 y lo llamó "un soplo de aire fresco: un buen juego multijugador que no es otro shooter genérico, con un excelente estilo artístico, un encanto peculiar y unidades bien equilibradas. Dos pulgares arriba para Fat Princess". Sin embargo, The A.V. Club le dio una calificación B- y dijo que "el diseño central, que parece tan elegante al principio, lleva a decisiones rápidas entre equipos de habilidad incomparable, o largos trabajos dignos de una campaña de invierno rusa. Cuando la acción se prolonga, el factor lindo no-inconsiderable comienza a desgastarse. Las princesas gordas necesitan amor, claro, pero también necesitan personajes más complejos para ganárselo". Teletext GameCentral le dio una calificación de seis sobre diez e indicó : "La princesa puede haber mordido más de lo que puede masticar con sus ingeniosos pero confusos combates multijugador".
Algunos grupos feministas radicales llegaron al punto de criticar el objetivo del videojuego, acusándolo de reforzar estereotipos y promover prejuicios contra las mujeres con sobrepeso. El director artístico de Titan Studios, James Green, respondió a las críticas con un correo electrónico: "¿Hace que sea mejor o peor que el artista conceptual (que diseñó la apariencia, personajes, todo) sea una chica?"